# Болдуин, Томми
То́мас Бо́лдуин (англ. Thomas Baldwin; 10 июня 1945, Гейтсхед — 22 января 2024), более известный как То́мми Бо́лдуин (англ. Tommy Baldwin) — английский футболист, выступавший на позициях полузащитника и нападающего. Выступал за английские клубы «Арсенал», «Челси», «Миллуолл», «Манчестер Юнайтед», «Грейвсенд энд Нортфлит» и «Брентфорд», а также за американский «Сиэтл Саундерс». Провёл два матча за сборную Англии до 23 лет.

## Футбольная карьера
Уроженец Гейтсхеда, Болдуин начал футбольную карьеру в молодёжной команде «Рекентон Джуниорс», после чего стал игроком молодёжной команды «Арсенала». В 1962 году подписал профессиональный контракт с клубом. 6 апреля 1965 года дебютировал в основном составе «Арсенала» в матче против «Бирмингем Сити». В сентябре 1966 года забил первый гол «Арсенала» в истории участия клуба в Кубке Футбольной лиги (в матче против «Джиллингема»). В том же месяце перешёл в «Челси» в обмен на Джорджа Грэма. В своём первом сезоне в «Челси» Болдуин забил 17 голов, включая гол в дебютной игре против «Манчестер Сити» 1 октября 1966 года. В мае 1967 года сыграл в финале Кубка Англии, в котором «Челси» проиграл клубу «Тоттенхэм Хотспур на стадионе «Уэмбли». Три года спустя всё же выиграл Кубок Англии, когда в финале Кубка Англии 1970 года «пенсионеры» переиграли «Лидс Юнайтед» в переигровке. Ещё год спустя Болдуин помог «Челси» выиграть Кубок обладателей кубков УЕФА, обыграв «Реал Мадрид» в финальном матче. В последующие сезоны стал реже попадать в основной состав «Челси» из-за травм, плохой формы и разногласий с главным тренером «синих» Дейвом Секстоном. Свой последний матч за «Челси» провёл 9 ноября 1974 года: это была игра Первого дивизиона против «Лестер Сити».
С ноября по декабрь 1974 года выступал на правах аренды за «Миллуолл» (6 матчей, 1 гол). С января по февраль 1975 года выступал «Манчестер Юнайтед» на правах аренды (2 матча во Втором дивизионе). Покинув «Челси» летом 1975 года, короткое время играл за клуб нижних дивизионов Англии «Грейвсенд энд Нортфлит». В том же 1975 году перешёл в клуб Североамериканской футбольной лиги «Сиэтл Саундерс». С 1977 по 1978 год вновь играл в Англии, выступая за «Брентфорд».